# 扎賴斯克區

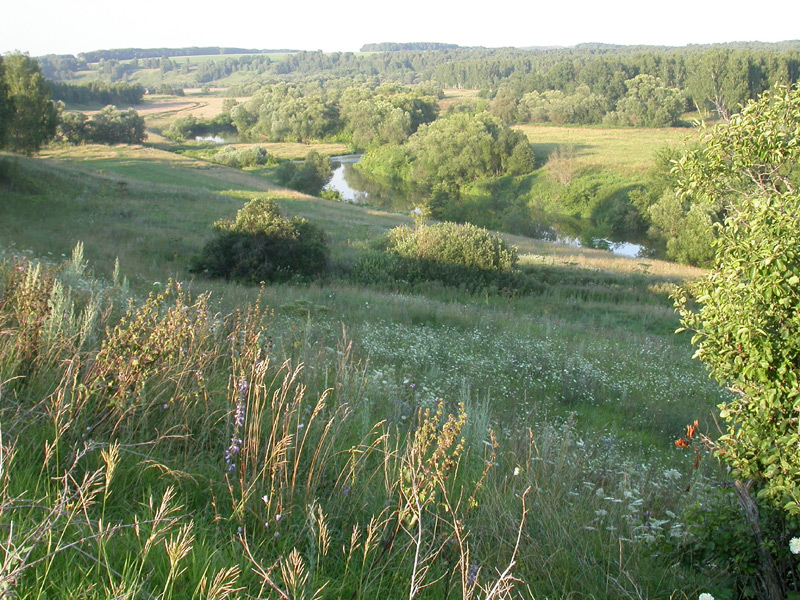

54°46′N 38°53′E / 54.767°N 38.883°E
扎賴斯克區（俄语：Зарайский район），是俄羅斯的一個區，位於該國西部，由莫斯科州負責管轄，面積967.68平方公里，2010年該地區人口41,912，人口密度每平方公里43.31人。